# Venekotensee
De Venekotensee is een plas in het dal van de Swalm in Duitsland en ligt drie kilometer van de grens met Nederland, nabij Roermond. De plas behoort tot de gemeente Nederkruchten en ligt in het natuurgebied Grenspark Maas-Swalm-Nette. Hij is ontstaan door grindwinning en is drie meter diep. De plas is ongeveer 900 meter lang en het breedste punt meet zo’n 150 meter.
De plas ligt tussen twee waterlopen in: Aan de noordkant loopt de gekanaliseerde Swalm en aan de zuidkant het beekje Laarer Bach. Deze beide waterlopen zijn met een dam van de plas gescheiden en een kilometer westelijk van de plas stroomt het beekje via een duiker in de rivier. Enkele meters ten noorden van de Swalm ligt nog een andere en grotere plas, die de Baggersee heet. Een kilometer ten oosten van de plas liggen, eveneens tussen de Swalm en de Laarer Bach, een aantal andere plassen van wisselende grootte.
De Venekotensee wordt gebruikt voor sportvissen en pleziervaart. Rond de gehele plas loopt een pad voor wandelaars en fietsers. Op verschillende plaatsen bij de oevers staan witte borden met rode letters, waarop in het Duits staat dat zwemmen en het ijs betreden niet toegestaan is. Ook staat er een bord van de Angelsportverein Venekotensee dat het voeren van de watervogels niet is toegestaan. Tot slot staat er verbodsbord over tenten, vuur maken en barbecueën.
Aan de zuidoever ligt een wijk met 320 vrijstaande huizen. Deze huizen zijn aan het einde van de jaren 1960 gebouwd als vakantiehuizen en een gedeelte wordt tegenwoordig permanent bewoond. Aan de oostoever staan twee appartementencomplexen genaamd Alpha en Omega.

## Afbeeldingen

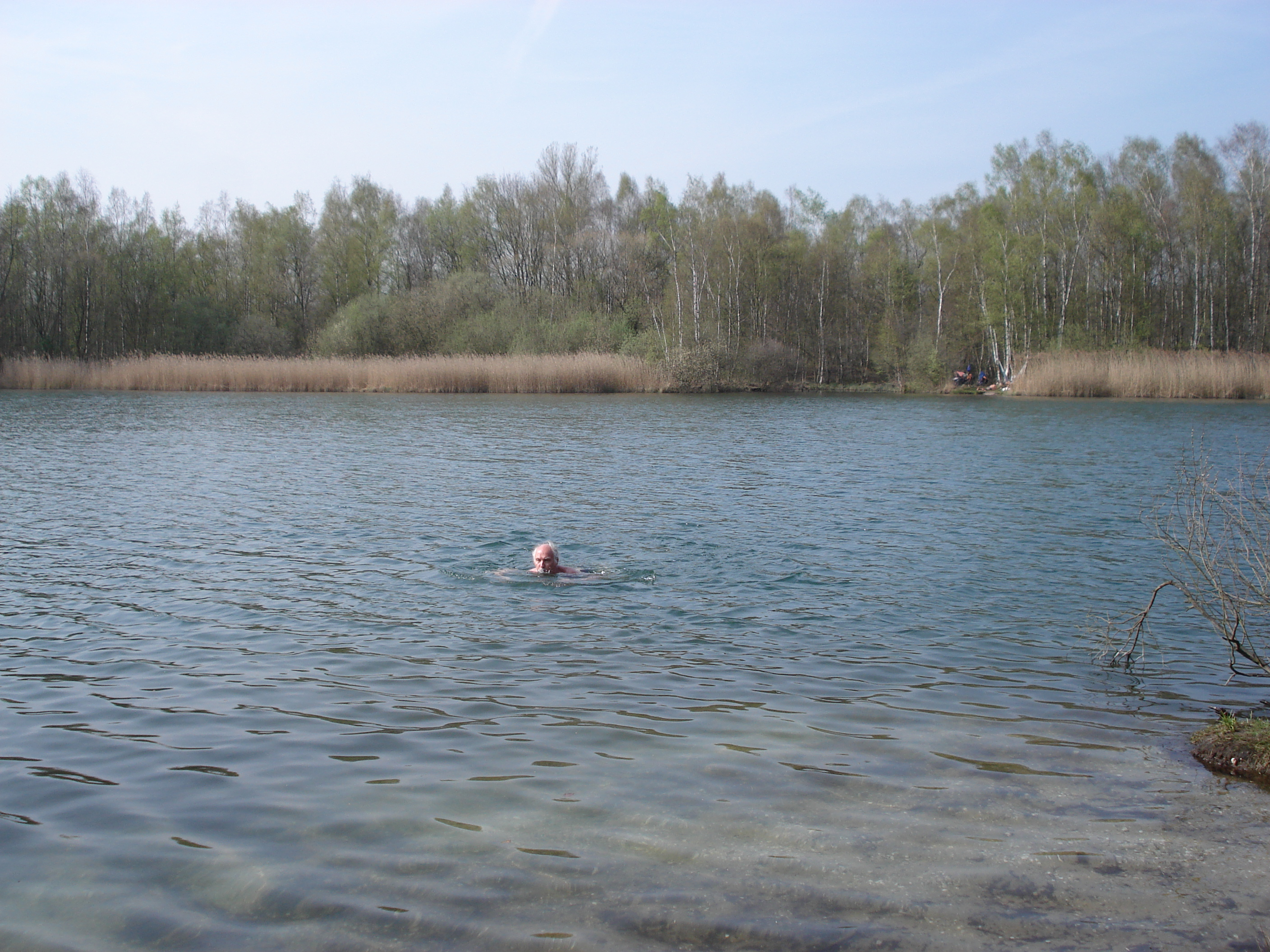
Een man trotseert het zwemverbod